# Otto Schmidt
Otto Jul'evič Šmidt, GSS, più noto in Europa come Otto Schmidt (in russo Отто Юльевич Шмидт?; Mahilëŭ, 30 settembre 1891, 18 settembre del calendario giuliano – Mosca, 7 settembre 1956), è stato uno scienziato, esploratore ed enciclopedista sovietico, membro del Partito Comunista dell'Unione Sovietica e celebre per le sue spedizioni nell'Artico.

## Biografia e contributi scientifici
Otto Schmidt nacque a Mahilëŭ, una città dell'Impero russo che oggi fa parte della Bielorussia; suo padre era un discendente dei coloni tedeschi della Curlandia, mentre sua madre era lettone. Nel 1913 Schmidt sposò la psicoanalista Vera Janickaja e si laureò all'Università di Kiev, dove lavorò come Privatdozent a partire dal 1916.
Dopo la Rivoluzione d'ottobre fu membro dell'organismo decisionale di alcuni Commissariati del Popolo; in particolare nel 1918-1920 fece parte del Narkomprod (Narodnyj Komissariat Prodovolstvija - Commissariato del Popolo per gli approvvigionamenti alimentari) e nel 1921-1922 del Narkomfin (Narodnyj Komissariat Finansov - Commissariato del Popolo per le Finanze). Schmidt fu uno dei principali promotori dello sviluppo della scienza, dell'editoria e del sistema scolastico superiore in Unione Sovietica.
Lavorò per il Narkompros (Commissariato del popolo per l'istruzione), il Consiglio Scientifico di Stato del Sovnarkom e l'Accademia comunista. Schmidt fu inoltre direttore della casa editrice di Stato (Gosizdat) tra il 1921 e il 1924 e redattore capo della Grande enciclopedia sovietica tra il 1924 e il 1941. Dal 1923 al 1956 (l'anno della sua morte) fu professore all'Università di Mosca e a partire dal 1930 diresse l'Istituto Artico. Negli anni tra il 1932 e il 1939 fu alla testa del Glavsevmorput (Glavnoe upravlenie severnogo morskogo puti), un ente preposto alla supervisione di tutte le operazioni commerciali sulla Rotta marittima del Nord. Dal 1939 al 1942 Schmidt fu uno dei vice-presidenti dell'Accademia delle Scienze Sovietica, dove organizzò l'Istituto di Geofisica Teorica (del quale fu direttore fino al 1949). Otto Schmidt fu tra i fondatori della Scuola di Algebra di Mosca, che diresse per molti anni, e studiò la Teoria dei gruppi.
Nel corso degli anni quaranta propose una nuova ipotesi cosmogonica per spiegare la formazione della Terra e degli altri pianeti del sistema solare, ipotesi che continuò a sviluppare in collaborazione con un gruppo di scienziati sovietici fino alla propria morte, avvenuta nel 1956

## L'esploratore dell'Artico

Collocazione dell'Isola Schmidt

Schmidt fu un celebre esploratore dell'Artico. Nel 1929 e nel 1930 diresse due spedizioni sul rompighiaccio a vapore Georgij Sedov per la fondazione della prima stazione di ricerca scientifica sulla Terra di Francesco Giuseppe, l'esplorazione del settore nord-occidentale del Mare di Kara e quella delle coste occidentali dalla Severnaja Zemlja; queste spedizioni portarono anche alla scoperta di alcune nuove isole.
Nel 1932 una nuova spedizione di Schmidt sul rompighiaccio Sibiriakov con il capitano Vladimir Voronin effettuò il primo viaggio tra Arcangelo e l'Oceano Pacifico senza la sosta per lo svernamento. Tra il 1933 e il 1934 Schmidt diresse un altro viaggio della nave a vapore Čeljuskin, ancora con il capitano Voronin, lungo il passaggio a nord-est.
Nel 1937 fu supervisore di una spedizione aerotrasportata che collocò la stazione di ricerca scientifica presidiata Polo Nord-1 (Северный полюс-1) sulla banchisa alla deriva nei pressi del Polo Nord; l'anno seguente diresse l'evacuazione dei ricercatori addetti a questa stazione.

## Onorificenze
Otto Schmidt fu deputato al Soviet Supremo dell'Unione Sovietica. Ricevette tre volte il Premio Lenin, tre altri ordini e numerose medaglie al merito. Portano il nome di Schmidt un'isola nel Mare di Kara, un capo sul litorale del Mare dei Ciukci (nel circondario autonomo della Čukotka) e l'Istituto di geofisica dell'Accademia delle scienze dell'URSS.
L'astronoma Pelageja Fëdorovna Šajn ha attribuito il nome di 2108 Otto Schmidt all'asteroide scoperto il 4 ottobre 1948 dall'osservatorio di Simeiz, in Crimea.